# Unga tvåan
Unga tvåan är ett svenskt TV-program som sändes av TV2 i Växjö åren 1987–1990. Det första programmet visades den 31 augusti 1987 och det sista sändes den 7 juni 1990. Programmet riktade sig till 10–15-åringar och sändes omkring klockan 17 på vardagseftermiddagar. Programledare var Rolle Brandel, Björn Lilja, Nunu Roney, Ulla Tylén-Harling, Gila Bergqvist, Ellinor Persson och Jan Trolin.